# De schimmel (Wouwerman)
De schimmel is een olieverfschilderij van de Nederlandse kunstschilder Philips Wouwerman uit circa 1646. Het toont een jonge knecht die boven op een heuvel een paard vasthoudt, wachtend op zijn meester. Het werk bevindt zich in de collectie van het Rijksmuseum Amsterdam.

## Context
Wouwerman was een productief kunstschilder. Er zijn zo'n duizend werken van hem bekend. Hij legde zich toe op diverse genres (jachttaferelen, legerkampen, landschappen), met als gemeenschappelijk kenmerk dat er vrijwel altijd paarden op te zien zijn. Als paardenschilder bereikte hij een technische perfectie die in de Hollandse schilderkunst schier ongeëvenaard is.
Wouwerman was in zijn tijd uitermate populair, vooral ook omdat hij bijna altijd een verhalend element in zijn werken legde, vaak ook met de nodige humor. Zijn vroege werk De schimmel is hiervan een sprekend voorbeeld.

## Afbeelding
De schimmel is op het eerste gezicht een sobere, realistische weergave van een jongen die een paard aan de teugels houdt, wachtend op zijn meester. Wouwermans weergave van het dier met zijn bijna aaibare vacht is levensecht. Het schilderij krijgt extra kracht door de centrale positionering van de schimmel, geaccentueerd door de rode zadeldoek, staand op de top van een heuvel, helder afstekend tegen de dramatische, Hollands ogende wolkenlucht. Daarbij verleent hij het paard monumentale proporties door zelf als kunstschilder een lager gelegen standpunt te kiezen. Het feit dat hij het paard alsook de jongen afbeeldt terwijl ze uitkijken in de verte, vanaf de kijker bezien naar achteren, draagt daar extra aan bij.
Het schilderij trekt echter niet alleen de aandacht door de perfecte en imposante uitbeelding van de schimmel, maar vooral ook door het narratieve element dat in het werk verborgen zit. Rechts zien we vanachter de heuvel een man omhoog klauteren, klaarblijkelijk de ruiter en de meester van de jongen, die net zijn behoefte heeft gedaan. Het paard en de jongen, en zelfs de hond, kijken echter de andere kant op. Denkbaar is dat er iemand aankomt die hun baas mogelijk zou kunnen storen. De kijker mag het invullen.
Het intrigerende in dit werk van Wouwerman zit hem uiteindelijk vooral in het merkwaardige contrast tussen de monumentale afbeelding van het paard, welke het eerst de aandacht trekt, in combinatie met het alledaagse, triviale aspect van de anekdote die erachter steekt. Beide elementen lijken met elkaar in tegenspraak te zijn. Voor de kijker blijft onduidelijk welk gevoel moet prevaleren.

## Historie
De schimmel bevond zich doorheen de eeuwen in diverse Hollandse privé-collecties. In de negentiende eeuw maakte het deel uit van de bekende Amsterdamse collectie Messchert. Toen de erven van Margaretha Messchert van Vollenhoven-van Lennep, weduwe van oud-burgemeester van Amsterdam Jan Messchert van Vollenhoven, de collectie in 1892 op de markt brachten, stelde de Vereniging Rembrandt alles in het werk een aantal belangrijke stukken van bekende Hollandse meesters te bemachtigen en daarmee -conform haar doelstelling- "te behouden voor het Nederlands cultureel erfgoed". De zinnen waren gezet op een viertal schilderijen, waaronder Wouwermans De schimmel en Vermeers De liefdesbrief. De middelen waren echter beperkt. Onderhands en vooraf werd daarom met de aanbiedende partij overeengekomen dat de vier gewilde werken voor 40.000 gulden konden worden overgenomen, maar dat er tijdens de veiling nog wel -fictief- op moest worden geboden. Achteraf bleek dat een gouden zet van de Vereniging: tijdens de veiling moest in totaal 71.000 gulden worden geboden (41.000 voor De liefdesbrief, 15.000 voor De schimmel) alvorens ze aan de Vereniging konden worden toegewezen.
In 1894 werd De schimmel, alsook De liefdesbrief, door de Vereniging Rembrandt geplaatst in het Rijksmuseum.